# مسمار جحا (فلم)
مسمار جحا فيلم مصري من إنتاج عام 1952، بطولة عباس فارس وشهرزاد وزكي رستم، إخراج إبراهيم عمارة.

## فريق العمل
- عباس فارس في دور جحا
- شهرزاد
- زكي رستم
- إبراهيم عمارة
- كمال الشناوي
- إسماعيل ياسين
- كيتي
- رياض القصبجي
- شفيق نور الدين
- عدلي كاسب
- ماري منيب

## روابط خارجية
- مقالات تستعمل روابط فنية بلا صلة مع ويكي بيانات